# Championnats d'Afghanistan de cyclisme sur route
Les championnats d'Afghanistan de cyclisme sur route sont les championnats nationaux de cyclisme sur route d'Afghanistan. Ils sont organisés de manière très sporadiques et sur des territoires extérieurs à l'Afghanistan

## Historique
Du fait de la prise de pouvoir par les talibans en Afghanistan, le cyclisme est interdit, a fortiori pour les femmes. C'est pourquoi l'Union cycliste internationale décide, en 2022, d'organiser un championnat afghan féminin à Aigle, où se situe le siège de l'UCI. La course se dispute au mois d'octobre et réunit 49 cyclistes afghanes, installée principalement en Europe. Elle voit la victoire de Fariba Hashimi devant sa sœur Yulduz et Zahra Rezayee.
Masomah Ali Zada, qui avait pu participer aux Jeux olympiques de Tokyo 2020 avec l'équipe des réfugiés et est membre de la commission des athlètes du CIO, termine, elle, à la 6e place.
Les championnats ne sont pas organisés en 2023 et 2024. Toutefois, grâce aux sœurs Hashimi, les coureuses afghanes s'illustrent durant la saison 2024. Elles sont ainsi toutes deux qualifiées pour les Jeux olympiques de Paris 2024 avec l'équipe des réfugiés, qu'elles animent la course en étant échapée durant la première partie de l'épreuve en ligne. Puis, le 7 septembre 2024, Fariba remporte l'étape reine du Tour cycliste international dé l’Ardèche.
Pour la saison 2025, la France décide d'accueillir 5 coureuses afghanes lors de la course championnats de France femmes pour y décerner également le titre de championne d'Afghanistan. L'organisation conjointe de 2 championnats nationaux n'est pas une nouveauté, c'est le fonctionnement qui existe déjà, par exemple en Tchéquie et Slovaquie

## Hommes
néant[réf. nécessaire]

## Femmes

### Podiums de la course en ligne
| Année | Vainqueur      | Deuxième       | Troisième     |
| ----- | -------------- | -------------- | ------------- |
| 2022  | Fariba Hashimi | Yulduz Hashimi | Zahra Rezayee |
| 2025  | Fariba Hashimi | Yulduz Hashimi | -             |

### Podiums du contre-la-montre
| Année | Vainqueur      | Deuxième       | Troisième     |
| ----- | -------------- | -------------- | ------------- |
| 2025  | Fariba Hashimi | Yulduz Hashimi | Zahra Rezayee |